# اسبنجه
الاسبنجه هي إحدى الضرائب التي كانت تؤخذ في الدولة العثمانية.
كان الاسبنجه هو المتبع في ضرائب القرويين حتى عهد مراد الأول ضريبة الحرث أو الزراعة دون التفريق بين مسلم ونصراني. غير أن السلطان مراد الأول غير ذلك، فحدد ضريبة على المزارعين من النصارى مقابل ضريبة الحرث المفروضة على المسلمين، سميت بضريبة اسبزجه، وكان مقدارها خمسا وعشرين آقجة. وقد ألغيت بعد التنظيمات سنة 1839 م.